# Ilski
Ilski (russisch И́льский) ist eine Siedlung städtischen Typs in der südrussischen Region Krasnodar mit 23.781 Einwohnern (Stand 14. Oktober 2010).

## Geografie
Die Siedlung liegt am Nordwestrand des Großen Kaukasus etwa 40 Kilometer südwestlich der Regionshauptstadt Krasnodar am Flüsschen Il im Einzugsgebiet des Kuban. Nördlich des Ortes erstreckt sich die intensiv landwirtschaftlich genutzte Kubanniederung, während sich unmittelbar südlich die bewaldeten Ausläufer des Kaukasus erheben.
Ilski gehört zum Rajon Sewerskaja, dessen Verwaltungszentrum, die Staniza Sewerskaja etwa zehn Kilometer östlich liegt.

## Geschichte
Der Ort entstand 1863 als Staniza Ilskaja der Kubankosaken. Sie wurde nach dem Fluss benannt und war die erste im Gebiet südwestlich von Krasnodar, des damaligen Jekaterinodar. Im gleichen Jahr wurde in der Nähe Erdöl entdeckt. 1866 wurde westlich des Ortes die erste Erdölbohrung auf dem Territorium des heutigen Russland niedergebracht.
1947 erhielt der Ort im Zusammenhang mit dem Ausbau zur Basis für die Erdölförderung im Gebiet den Status einer Siedlung städtischen Typs als Ilski.

### Bevölkerungsentwicklung
| Jahr | Einwohner |
| ---- | --------- |
| 1939 | 7.822     |
| 1959 | 17.086    |
| 1970 | 18.177    |
| 1979 | 18.560    |
| 1989 | 19.077    |
| 2002 | 22.323    |
| 2010 | 23.781    |

Anmerkung: Volkszählungsdaten

## Kultur und Sehenswürdigkeiten
In Ilski steht eine von 1871 bis 1873 erbaute Kirche.
Südlich des Ortes gibt es mehrere bedeutende Lagerplätze mittelsteinzeitlicher Bison- und Mammutjäger, deren erster 1898 vom französischen Archäologen Joseph de Baye (1853–1931) entdeckt wurde.

## Wirtschaft und Infrastruktur
In Ilski befinden sich eine Erdölraffinerie sowie ein 1952 errichtetes Werk für Ton- und Barytzusätze für Tiefbohrungsspülflüssigkeiten. Außerdem gibt es Betriebe der Baumaterialien- und Holzwirtschaft sowie der Lebensmittelindustrie.
Die Siedlung liegt an der 1888 eröffneten Eisenbahnstrecke Tichorezk–Krasnodar–Noworossijsk (Stationsname Ilskaja).
Durch Ilski führt die Fernstraße A146 Krasnodar–Krymsk–Noworossijsk.